# Cabrel public
Albums de Francis Cabrel
Quelqu'un de l'intérieur
(1983) Photos de voyages
(1985)
Cabrel public est un album live de Francis Cabrel enregistré en public en février 1984 à l'Olympia (Paris) - sauf le titre La fabrique, enregistré au studio Condorcet à Toulouse en mai 1983.
Le disque est certifié double disque de platine pour 600 000 exemplaires vendus.

## Titres
| No  | Titre                          | Durée |
| --- | ------------------------------ | ----- |
| 1.  | Ma place dans le trafic        |       |
| 2.  | Les chemins de traverse        |       |
| 3.  | Petite Marie                   |       |
| 4.  | Répondez-moi                   |       |
| 5.  | L'enfant qui dort              |       |
| 6.  | Les voisins                    |       |
| 7.  | La fille qui m'accompagne      |       |
| 8.  | Je pense encore à toi          |       |
| 9.  | Pas trop de peine              |       |
| 10. | Chauffard                      |       |
| 11. | Carte postale                  |       |
| 12. | Question d'équilibre           |       |
| 13. | L'encre de tes yeux            |       |
| 14. | C'était l'hiver                |       |
| 15. | La fabrique (version studio)   |       |
| 16. | Je l'aime à mourir             |       |
| 17. | Elle écoute pousser les fleurs |       |
| 18. | Saïd et Mohammed               |       |
| 19. | Les murs de poussière          |       |
| 20. | La dame de Haute-Savoie        |       |

## Musiciens
- Francis Cabrel : Chant, guitare
- Jean-Pierre Bucolo, René Lebhar :Guitares
- Isaac Guillory : Guitare acoustique
- Georges Augier de Moussac : Basse
- Jean-Yves Bikialo : Claviers
- Roger Secco : Batterie
- Arnaud Devos : Percussions

## Certifications
| Pays   | Association  | Certification | Ventes/Équivalence |
| ------ | ------------ | ------------- | ------------------ |
| Canada | Music Canada | platine       | 100 000            |
| France | SNEP         | 2x platine    | 600 000            |